# Edipo

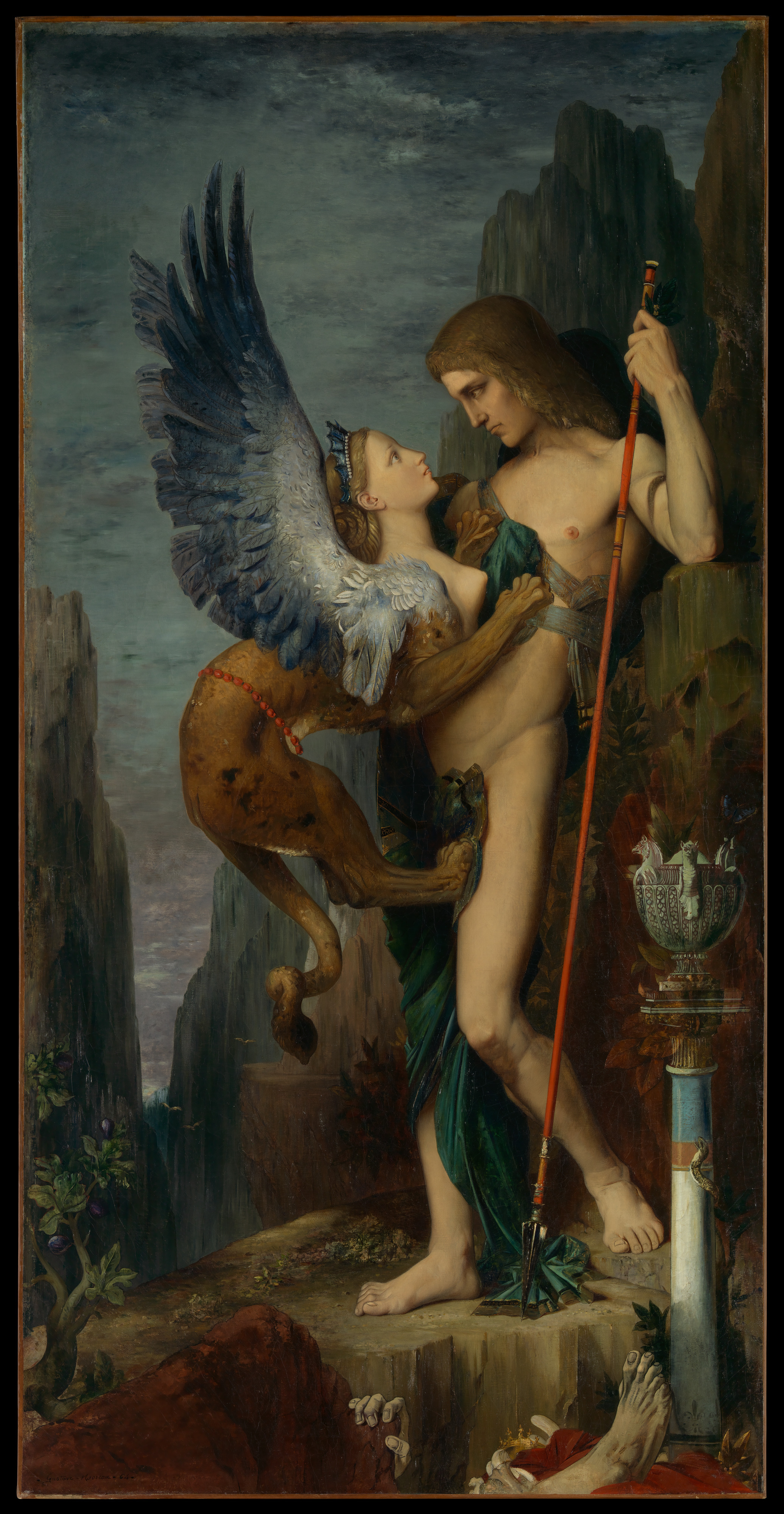
Edipo y la esfinge de Gustave Moreau (1864).

Edipo (en griego antiguo, Οἰδίπους; en griego moderno, Οιδίποδας; en latín, Oedipus: «pies hinchados») era un rey mítico de Tebas, hijo de Layo y Yocasta que, sin saberlo, mató a su propio padre y desposó a su madre.

## El mito

### Familia
En la tradición más común Edipo es hijo de Layo y de una hija de Meneceo, a quien algunos llaman Yocasta y otros Epicasta. Epiménides, sin embargo, dice que Layo desposó a Euriclea, la hija de Ecfante, y que de esta unión nació Edipo.
Según la versión de los trágicos, cuando Edipo obtuvo el reino se casó con su madre sin reconocerla. Engendró dos hijos con ella, Polinices y Etéocles, y también dos hijas, Ismene y Antígona. La Odisea dice que Epicasta tomó en matrimonio a su hijo sin saberlo y, presa de la culpabilidad al descubrirlo terminó ahorcándose; en esta versión no se menciona a ningún descendiente. Otra fuente dice, en cambio, que la esposa de Edipo y madre de sus hijos fue Euriganea, hija de Hiperfante. Edipo tuvo un segundo matrimonio, esta vez con Astimedusa, también llamada Medusa, y que era una hija de Esténelo; Astimedusa acusó a sus hijastros de haber intentado forzarla. Ferécides atribuye dos hijos, Frástor y Laonito, al matrimonio de Edipo y Yocasta, pero añade que también está de acuerdo en que la madre de los cuatro hijos de Edipo era Euriganía.

### Nacimiento
Estando Layo, rey de Tebas, asilado en la corte del rey Pélope de Pisa, este le había encomendado la educación de su hijo, Crisipo. Layo se prendó del joven y, faltando a las leyes sagradas de la hospitalidad, lo violó. Crisipo, ante la vergüenza, se suicidó ahorcándose. El rey Pélope, como padre, pidió a los dioses un castigo para Layo, quien recibió una profecía del oráculo: que si alguna vez engendraba un hijo, el niño, una vez adulto, le mataría. Layo evitó el contacto con mujer alguna, sin embargo, estando ebrio, se unió a su esposa Yocasta, y tuvo un hijo en Tebas. Al nacer el niño, Layo le atravesó con fíbulas los pies y lo entregó a un pastor para que lo abandonara. Layo esperaba escapar así del oráculo puesto que matarlo directamente habría sido una impiedad y creía que nadie recogería a un recién nacido con los pies atravesados. Así pues, el pastor lo abandonó en el monte Citerón, clavando las fíbulas en un árbol y dejando al niño colgando, pero fue hallado por otros pastores que lo entregaron a Pólibo, rey de Corinto. Peribea o Mérope, la esposa de Pólibo y reina de Corinto, se encargó de la crianza del bebé, llamándolo Edipo, que significa ‘de pies hinchados’.

### Retorno de Edipo a Tebas

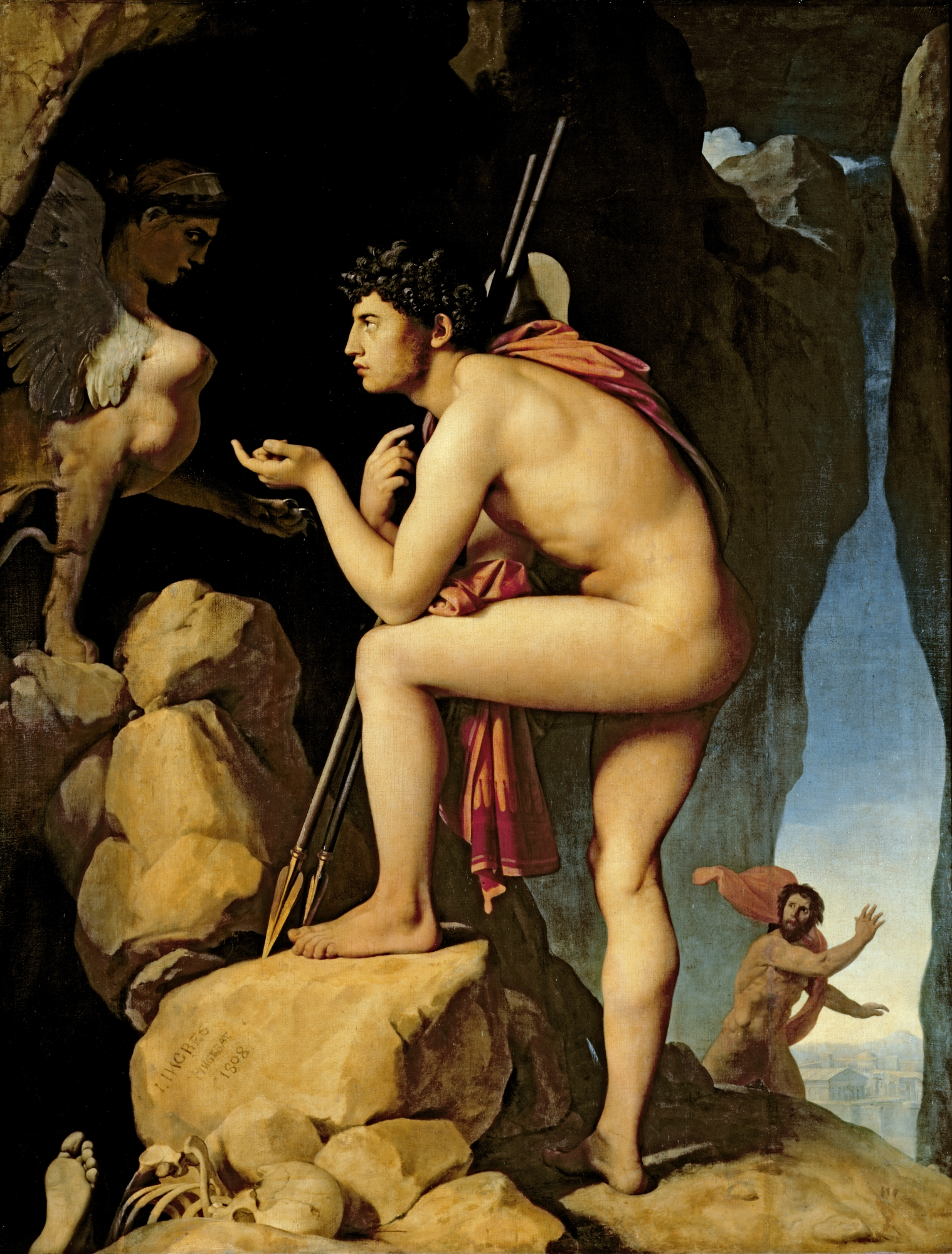
Edipo y la esfinge de Jean-Auguste-Dominique Ingres, Museo del Louvre.

Al llegar a la pubertad, Edipo sospechó, por habladurías de sus compañeros de juego, que no era hijo de sus padres. Para salir de dudas visitó el oráculo de Delfos, que le auguró que mataría a su padre y luego se casaría con su madre. Edipo, creyendo que sus padres eran quienes lo habían criado, decidió no regresar nunca a Corinto para huir de su destino. Emprendió viaje, y en una encrucijada en el camino hacia Tebas, Edipo se encontró con Layo (que viajaba en dirección contraria hacia Delfos). El heraldo de Layo, Polifonte, ordenó a Edipo que le cediera el paso, pero ante la demora de este en apartarse, mató a uno de sus caballos. Edipo se encolerizó y mató a Polifonte y a Layo sin saber que era el rey de Tebas y su propio padre. El trono de Tebas pasó a ser ocupado por Creonte, cuñado de Layo por ser hermano de su esposa Yocasta.
Prosiguiendo su camino, Edipo encontró en las cercanías de Tebas a la esfinge, un monstruo enviado por Hera que se había aposentado en el monte Ficio y daba muerte a todo aquel que no pudiera adivinar sus acertijos. Uno de los muertos fue Hemón, el hijo de Creonte. La esfinge tenía aterrorizado a todo el entorno de Tebas.
El acertijo que la esfinge planteó a Edipo fue: «¿Cuál es el ser vivo que cuando es pequeño anda a cuatro patas, cuando es adulto anda a dos y cuando es mayor anda a tres?». Edipo respondió correctamente que es el hombre, puesto que cuando es un bebé gatea, camina con sus dos piernas cuando es adulto y cuando es anciano se apoya sobre un bastón.
Había también otro acertijo: «Son dos hermanas, una de las cuales engendra a la otra y, a su vez, es engendrada por la primera». Edipo contestó: «El día y la noche». Furiosa por la derrota, la esfinge se suicidó lanzándose al vacío. Edipo fue aclamado como salvador de Tebas y, como premio, Edipo fue nombrado rey y se casó con la viuda de Layo, Yocasta, sin saber que era su auténtica madre. Tuvo con ella cuatro hijos: Polinices, Etéocles, Ismene y Antígona. Los dos hermanos varones se enfrentarían más tarde entre ellos por el trono tebano (véase la leyenda mítica Los siete contra Tebas), resultando ambos muertos en el intento.

### Destierro y muerte
Al poco tiempo, una terrible plaga o escasez de alimentos cayó sobre la ciudad, ya que el asesino de Layo no había pagado por su crimen y contaminaba con su presencia a toda la ciudad.
Edipo emprende las averiguaciones para descubrir al culpable, y gracias a Tiresias descubre que en realidad es hijo de Yocasta y Layo y que es él mismo el asesino que anda buscando. Sobre lo que sucedió a partir de ese momento circulan múltiples versiones: 
Al saber Yocasta que Edipo era en realidad su hijo, se dio muerte, colgándose en el palacio. En versiones alternativas, siguió viviendo hasta que, en el ataque de los siete contra Tebas sus hijos se dieron muerte el uno al otro, por lo cual decide suicidarse.
Edipo se quitó los ojos con los broches del vestido de Yocasta, huyó o fue exiliado de Tebas, o fue encerrado por sus hijos en el palacio, o siguió reinando en Tebas por algún tiempo. Maldijo a sus hijos Polinices y Etéocles y sólo su hija Antígona le acompañaba en su destierro para servirle de guía.
En Colono, fue acogido por el héroe mítico Teseo y allí murió. Se decía que su tumba se encontraba en un santuario de las Euménides que había entre la Acrópolis y el Areópago de Atenas.
Sin embargo, había otra tradición, recogida por Lisímaco de Alejandría, que decía que, cuando murió Edipo, los habitantes de Tebas y de otra aldea beocia llamada Ceo no quisieron que sus restos quedaran enterrados en sus territorios y su cuerpo fue transportado a Eteono, donde fue enterrado, de noche, en un recinto consagrado a Deméter. Cuando los habitantes de Eteono se enteraron del hecho, consultaron el oráculo sobre lo que debían hacer y la respuesta fue que no se debía turbar al adorador de la diosa, por tanto los restos quedaron enterrados allí.

## Edipo en la tragedia griega

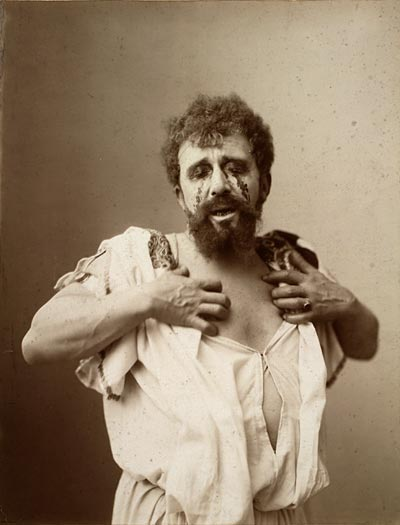
Fotografía de una representación teatral de Edipo en la tragedia de Sófocles.

La referencia más antigua del mito de Edipo se encuentra en la Odisea, en el capítulo Evocación de los muertos. Allí, Epicasta, su madre, marcha a la morada de Hades a purgar el incesto, mientras Edipo, aunque con contratiempos, sigue reinando sobre los cadmeos de Tebas.
Sófocles trató el tema de Edipo y sus descendientes en tres obras: Edipo Rey, Edipo en Colono y Antígona. Estas obras se estrenaron en años distintos: Antígona en el 442 a. C., Edipo Rey hacia 430-425 y Edipo en Colono, su última obra, en el 406. No forman, pues, una trilogía.
Al comienzo de Edipo Rey, aparece el pueblo de la ciudad de Tebas postrado a los pies de Edipo, que es el gobernante de la ciudad (tras haberla salvado de las garras de la Esfinge). Un sacerdote, en nombre de los demás suplicantes, pide a Edipo que ponga fin a la terrible epidemia que azota a la población. Edipo tratará de averiguar la causa de la crisis enviando a su cuñado y a la vez tío, Creonte, a Delfos a consultar al oráculo. Al volver de Delfos, Creonte transmite a Edipo y al pueblo de Tebas, la sentencia del oráculo: "los dioses exigen que las tierras mancilladas con el asesinato de Layo sean purificadas con el destierro del responsable del crimen". Edipo toma, entonces, la determinación de perseguir sin descanso al asesino y castigarlo muy duramente, sin saber que así, se está cavando su propia tumba. 
A partir de este momento, y mientras el protagonista realiza todo lo posible por desenmascarar al asesino,varios personajes de la obra, como Tiresias, su madre Yocasta, y hasta un criado —habiendo tomado conocimiento de quién es al que se busca—, tratarán de hacerle desistir de tal propósito. Pero, a pesar de todo, Edipo seguirá desentrañando el caso hasta saber la verdad. 
En la obra, el pueblo tebano, (representado como el coro), cobrará un papel muy importante, opinando sobre todas las decisiones que toman los gobernantes de la ciudad, y teniendo mucha influencia sobre esas decisiones. Sófocles hace insistente uso de la ironía trágica y aparece la idea de que el personaje acaba por reconocerse a sí mismo, por saber quién es él en realidad (anagnórisis). Se alcanzan momentos de máxima tensión: el conflicto entre Tiresias y Edipo, la discusión entre Creonte y Edipo, y finalmente la conversación entre Edipo y Yocasta, que trata de distraerlo a toda costa para que abandone la investigación sobre su destino trágico.
Ya lo había dicho el Oráculo de Delfos a Layo cuando él nació: "matará a su padre y se casará con su madre". Para evitarlo, Layo había mandado matarlo: lo dejaron colgado de los pies en un bosque. Lo halló un criado piadoso que lo entregó en crianza a otros padres.
Ya adulto, en una encrucijada del camino hacia Tebas, Edipo había tenido un mal encuentro con un hombre a quien dio muerte, y ese hombre era Layo, su padre. Yocasta —con quien había tenido cuatro hijos—, era su propia madre. 
Cuando Edipo conoce su destino trágico, se quita los ojos con sus propias manos y se autoexilia de la ciudad, de la mano de una de sus hijas, Antígona, que no lo abandonará hasta su muerte. Cabe mencionar que el destierro era una pena de máxima en la Antigua Grecia, pena considerada en sí misma como una muerte.
Prácticamente el último año de su vida, Sófocles escribió Edipo en Colono, libro en el cual, el protagonista, convertido en ese mendigo que vaga sin rumbo, ciego, y de la mano de Antígona, acabará muriendo en un bosque cercano a Atenas, donde será enterrado y se le rendirán grandes honores. Se presenta también en esta obra el trágico conflicto entre los dos hijos de Edipo (Etéocles y Polinices)
Hay muchas otras versiones sobre el personaje de Edipo de distintos escritores clásicos en distintos periodos de la Antigüedad.
En la Edad Media versiones del mito de Edipo sobreviven en las leyendas cristianas de San Albano, San Gregorio y San Julián.
En Edipo Filósofo (1988), Jean-Joseph Goux sostiene que Edipo representa el poder de la razón, capaz de develar los acertijos con el ejercicio de la inteligencia sin tener que apelar a los dioses ni a ningún saber ancestral, siendo quien inicia el camino del pensar filosófico "que llega a la cima con Descartes".

## Edipo en la literatura, la música y el cine

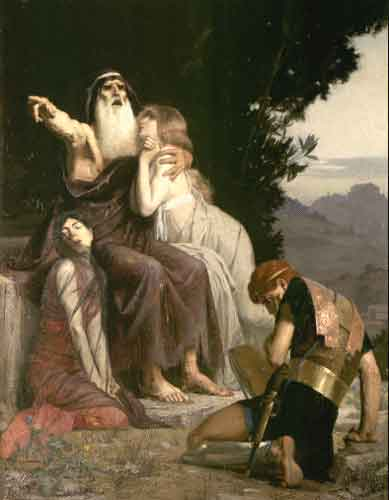
Edipo, de André Marcel Baschet.

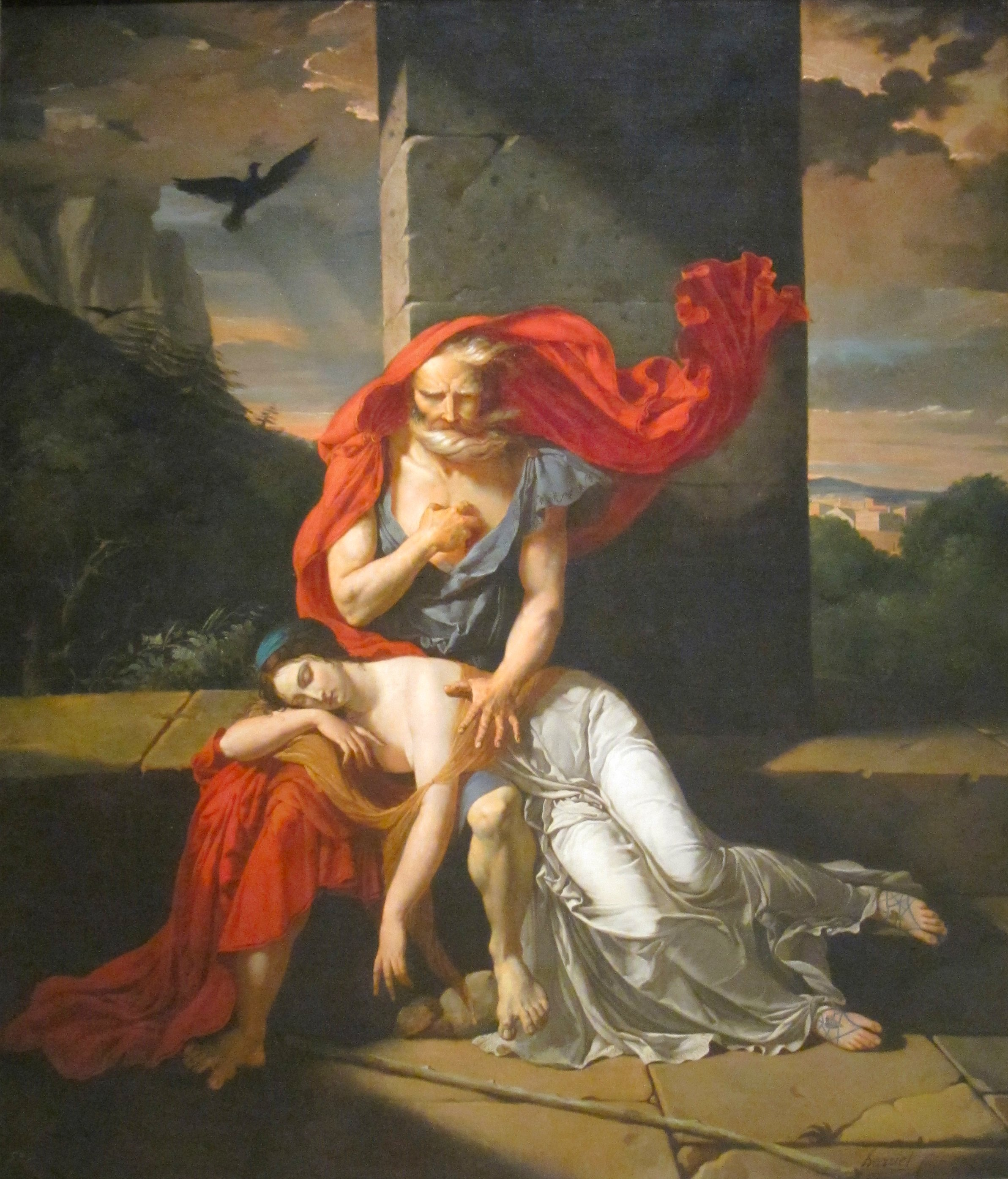
Edipo en Colono, de Fulchran-Jean Harriet (1798).

La leyenda de Edipo ha inspirado a numerosos autores clásicos y contemporáneos.

### Obras de teatro sobre Edipo
- Edipo rey y Edipo en Colono de Sófocles
- Edipo de Séneca
- Los siete contra Tebas de Esquilo
- Edipo de Giovanni Andrea dell'Anguillara (1565)
- Edipo de Pierre Corneille (1659)
- Edipo de John Dryden y Nathaniel Lee (1678)
- Edipo de Voltaire (1718)
- El Edipo romántico de August von Platen-Hallermünden (1828)
- Edipo de Francisco Martínez de la Rosa (1829)
- Edipo y la esfinge de Joséphin Péladan (1903)
- Edipo y la esfinge de Hugo von Hofmannsthal (1906)
- Edipo de André Gide (1930)
- La máquina infernal de Jean Cocteau (1932)
- Oedipe ou Le crépuscule des dieux de Henri Ghéon (1938)
- La esfinge sin secreto de Ricardo López Aranda (1958)
- Oedipe ou Le silence des dieux de Jean-Jacques Kihm (1961)
- Complejísima de Agustín Cuzzani (1975)

### Novelas y poemas sobre Edipo
- La Tebaida de Publio Papinio Estacio
- Le Roman de Thèbes - anónima del siglo XII
- Edipo en el camino de Henry Bauchau (1990)
- Edipo rey de Didier Lamaison (2006)
- Mes Oedipes de Jacqueline Harpman (2006)
- Layos, la historia de un mito griego de Josep Asensi (2009), Ediciones Evohé, ISBN 978-84-936908-1-6
- La muerte de la pitia de Friedrich Dürrenmatt (1976) (hay traducción al español en Tusquets)

### Edipo en la música
- Edipo en Colonna de Sacchini (1786) (ópera)
- Edipo Re de Leoncavallo (1920) (ópera)
- Oedipus Rex de Stravinsky (1927) (ópera-oratorio)
- Oedipo de Enescu (1936) (ópera)
- Oedipus de Regina Spektor del álbum Songs(2006)(canción)
- The End de The Doors del álbum The Doors (álbum) (1967) (canción)
- Edipo de Tebas de Les Luthiers en Sonamos, pese a todo (1971) (cantar bastante de gesta)
- Miseria de Night R.I.P del álbum Black Diamond (Diamante Negro) (2011) (canción)
- Edipo Rey de Def Con Dos del álbum Tercer Asalto (álbum) (1991) (canción)
- Oedipus der Tyran de Carl Orff 1959 Oedipus der Tyrann premièred at the Württemberg State Theater, Stuttgart, on 11 December

### Edipo en el cine
- Edipo re de Pier Paolo Pasolini, 1967, con Franco Citti, Silvana Mangano y Alida Valli.[22]
- Edipo re, de Giuseppe De Liguoro, 1909

### Edipo en clave de humor
- Epopeya de Edipo de Tebas, de Les Luthiers. (1969)
- En la obra Va la madre, del dúo teatral colombiano El Águila Descalza, se cuenta de una manera humorística la tragedia de Edipo Rey.

## Complejo de Edipo
Este mito inspiró a Sigmund Freud su teoría del complejo de Edipo (el agregado complejo  infantil de sentimientos amorosos con el progenitor del sexo opuesto y hostiles con el del mismo sexo). En La interpretación de los sueños (1899), Freud aclara la relación que él encuentra entre el Mito de Edipo y el complejo: 
Si Edipo rey es capaz de conmover al lector moderno, como a sus contemporáneos los griegos, es porque el efecto de la tragedia [...] no depende del conflicto entre el destino y la voluntad humana, sino de la naturaleza peculiar del material que se revela.

| Predecesor: Layo | Reyes de Tebas | Sucesor: Creonte |

## Origen del mito
El mito de Edipo anterior a la versión literaria, pudo tener su origen en un invasor extranjero del siglo XIII a. C. que se casó con una sacerdotisa de Hera accediendo de esa manera a la categoría de rey sagrado. De manera similar a Heracles que fuera adoptado por Hera durante su apoteosis, Edipo habría sido adoptado por su esposa Yocasta durante una ceremonia posterior mientras que la costumbre sagrada implicaba la muerte del rey predecesor de diversas maneras, en este caso posiblemente atado por los pies a un carro tirado por caballos y arrastrado por las calles, algo que sucedería también con Héctor. Edipo se habría sentido deshonrado por la muerte del rey anterior y habría tratado de cambiar la costumbre sagrada al igual que ya había hecho anteriormente con la sucesión matrilineal del reino, el cual pasó a tener una descendencia patrilineal. Eso podría haber ocasionado que la reina se suicidara arrojándose desde lo alto de una roca como medida de protesta y más tarde Tebas fue víctima de una peste. Los tebanos por consejo de un oráculo desterraron a Edipo y éste trató de reconquistar su reino mediante la guerra pereciendo luego en ella.
El mito de Edipo dilucidando el enigma de la esfinge pudo ser una mera interpretación de una ilustración donde se mostraría al rey sagrado ofreciéndole sus devociones a la diosa Luna alada de Tebas cuyo cuerpo compuesto por animales representaba las dos mitades del año tebano, siendo el león el período creciente y la serpiente la mitad del año menguante.